# Max Rasmussen
Max Kiel Rasmussen (ur. 11 grudnia 1945 w Lemvigu) – duński piłkarz występujący na pozycji pomocnika.

## Kariera klubowa
Rasmussen karierę rozpoczynał w trzecioligowym zespole Herning Fremad. W 1970 roku przeszedł do pierwszoligowego Akademisk BK. W sezonie 1970 wywalczył z nim wicemistrzostwo Danii, a w sezonie 1971 spadł do drugiej ligi. W 1973 roku został graczem pierwszoligowego Vejle BK. W sezonie 1974 wywalczył z nim wicemistrzostwo Danii, po czym zakończył karierę.

## Kariera reprezentacyjna
W reprezentacji Danii Rasmussen zadebiutował 3 lipca 1972 w wygranym 5:2 towarzyskim meczu z Islandią. W tym samym roku został powołany do kadry na Letnie Igrzyska Olimpijskie, które Dania zakończyła na drugiej rundzie. W drużynie narodowej rozegrał 5 spotkań, wszystkie w 1972 roku.